# 문흥진
문흥진(文興進, 1966년 10월 23일 ~ 1984년 1월 2일)은 대한민국의 종교 지도자 문선명의 차남(실제로는 5남)이다. 사후 약혼자 박훈숙과 영혼결혼식을 치렀다. 통일교에서는 '흥진님'이라고 불리며 문선명에 의해 천국과 영계의 총사령관으로 임명됐다. 또한 그의 죽음 이후에 열리는 장례식을 승화식으로 고쳐부르고 있다.